# 畢桂芳
畢 桂芳（ひつ けいほう、1865年〈同治4年〉 - 没年不詳）は、清末民初の政治家・外交官。旗人。清朝、北京政府の政治家で、北方外交を専門としたほか、黒竜江省で都督・督軍などをつとめた。字は植忱、植承。

## 事跡
北京同文館を卒業後にロシアに留学した。帰国後は、駐ロシア公使館随員、直隷知州、北洋洋務局随弁、東三省議約随員、駐ウラジオストク（浦塩）弁理交渉商務員、ホブド（科布多）弁事大臣を歴任した。
1912年（民国元年）5月、駐タルバガタイ（塔爾巴哈台）参賛に任命された。1913年（民国2年）7月、護理黒竜江都督兼民政長に任命されている。同年10月、総統府高等外交顧問として召還された。1915年（民国4年）9月、正藍旗蒙古都統。
1916年（民国5年）5月、署鎮安右将軍となる。翌月、黒竜江将軍兼巡按使（翌月に将軍は督軍と改称）に任命された。しかし1917年（民国6年）7月、奉天派軍人の許蘭洲から軍事的圧力を受けて下野に追い込まれた。
1918年（民国7年）9月、安福国会で参議院議員に任じられる。後に、大総統府高等軍事顧問に任命された。1927年（民国16年）、顧維鈞、潘復の両内閣で賑務督弁を務めた。
以後、畢桂芳の行方は不詳である。